# Portugese Restauratieoorlog
De Portugese Restauratieoorlog was een conflict tussen Spanje en koninkrijk Portugal tussen 1640 en 1668. Door de Vrede van Lissabon in 1668 herwon Portugal zijn onafhankelijkheid, na sinds 1581 een personele unie te hebben gevormd met de Spaanse kroon. 
Door het grote aantal oorlogen van Filips IV (Dertigjarige Oorlog, La Fronde) steeg de onrust bij de Portugese bevolking en ook de erosie van het koloniale rijk door de Nederlands-Portugese Oorlog was een factor. Op 1 december 1640 bestormden opstandelingen het koninklijk paleis van Lissabon om er de Spaanse gouverneur van Portugal, Margaretha van Savoye, hertogin van Mantua, af te zetten. Haar raadgever Miguel de Vasconcelos werd terechtgesteld en Margareta probeerde de woedende menigte op de Praça do Comércio nog te kalmeren, maar niets kon baten: haar werd een vrijgeleide gegeven het land te verlaten, en in haar plaats werd de hertog van Braganza uitgeroepen tot koning Johan IV.
Veldslagen tijdens de Portugese Restauratieoorlogen:
- Slag bij Montijo op 26 mei 1644,
- Slag bij de Linie van Elvas op 14 januari 1659,
- Slag bij Ameixial op 8 juni 1663,
- Slag bij Castelo Rodrigo op 7 juli 1664,
- Slag bij Montes Claros op 17 juni 1665.

Na het aantreden van de jonge koning Karel II van Spanje sloten Spanje en Portugal, onder druk van Engeland, na 29 jaar oorlog de Vrede van Lissabon.

## Voetnoten
1. ↑  David Abulafia, The Boundless Sea. A Human History of the Oceans, 2019, p. 687